# Ben Walklate
Benjamin „Ben“ Walklate (* 23. Juni 1985) ist ein australischer Badmintonnationalspieler. 

## Karriere
Ben Walklate belegte bei den australischen Einzelmeisterschaften 2006 Platz 2 im Herreneinzel und gewann die Herrendoppelkonkurrenz. 2008 und 2009 war er erneut im Herrendoppel erfolgreich. Im letztgenannten Jahr siegte er zusätzlich auch im Mixed. Bei der Ozeanienmeisterschaft 2008 wurde er zweimal Dritter.

## Sportliche Erfolge
| Saison | Veranstaltung                     | Disziplin    | Platz | Name                             |
| ------ | --------------------------------- | ------------ | ----- | -------------------------------- |
| 2006   | Australien: Einzelmeisterschaften | Herreneinzel | 2     | Ben Walklate                     |
| 2006   | Australien: Einzelmeisterschaften | Herrendoppel | 1     | Ashley Brehaut / Ben Walklate    |
| 2007   | Samoa Future Series               | Herreneinzel | 2     | Ben Walklate                     |
| 2007   | Samoa Future Series               | Mixed        | 2     | Ben Walklate / Erin Carroll      |
| 2008   | Australien: Einzelmeisterschaften | Herrendoppel | 1     | Ashley Brehaut / Ben Walklate    |
| 2008   | Ozeanienmeisterschaft             | Herreneinzel | 3     | Ben Walklate                     |
| 2008   | Ozeanienmeisterschaft             | Mixed        | 3     | Ben Walklate / Erin Carroll      |
| 2008   | Australien: Einzelmeisterschaften | Herreneinzel | 3     | Ben Walklate                     |
| 2008   | Australien: Einzelmeisterschaften | Mixed        | 3     | Ben Walklate / Erin Carroll      |
| 2009   | Australien: Einzelmeisterschaften | Herrendoppel | 1     | Ben Walklate / Glenn Warfe       |
| 2009   | Australien: Einzelmeisterschaften | Mixed        | 1     | Ben Walklate / Kate Wilson-Smith |